# Tórtora terrestre de Moreno
La tórtora terrestre de Moreno (Metriopelia morenoi) és un colom sud-americà, per tant un ocell de la família dels colúmbids (Columbidae) que habita zones obertes i terres de conreu dels Andes, endèmica al nord-oest de l'Argentina.

## Descripció
Té el dors marró i el ventre cendrós; i la zona periocular ataronjada. Les seves potes són rosàcies.
S'observa en grups petits. És confiada, però difícil de trobar, donat que es mimetitza amb l'entorn. Habita muntanyes subtropicals o tropical de zones altes.